# Wilhelmina Geertruida van Idsinga
Wilhelmina Geertruida van Idsinga (Leeuwarden, 10 november 1788 - 3 mei 1819) was een Friese kunstschilder.

## Leven en werk
Wilhelmina van Idsinga was het enige kind van jonkheer Johan van Idsinga, griffier van de Staten van Friesland, en Tjebbina Heimans. Toen zij zes jaar was stierf haar moeder, waarna Johan van Idsinga hertrouwde met Geertruida Stijl. Omdat het tweede huwelijk van haar vader kinderloos was bleef Wilhelmina van Idsinga enig kind.
Van Idsinga begon al jong met het tekenen en schilderen van portretten naar het leven, aanvankelijk in pastelkrijt en later ook in olieverf. Les kreeg zij van de Friese kunstschilders Carel Jacob van Baar van Slangenburgh en Willem Bartel van der Kooi. Rond 1814 kwam haar artistieke talent tot bloei. In dat jaar exposeerde zij in Den Haag en Amsterdam. In Amsterdam was onder andere het portret van een meisje met een mandje met bloemen te zien. Twee jaar later, in 1816, exposeerde zij een pasteltekening naar het schilderij "een historiële ordonnantie, zijnde de weduwe te Sarepta en de profeet Elias" van Govert Flinck. In 1818 stelde Van Idsinga een portret van een Friese vrouw en een pasteltekening van een bejaarde man tentoon op een tentoonstelling van levende kunstenaars. De Algemene Konst- en Letterbode noemde de werken "blijken van haar geoefend schildertalent."
Wilhelmina van Idsinga overleed op 3 mei 1819 aan "eene borstkwaal", zoals vermeld stond in de rouwadvertentie die haar vader en stiefmoeder in de Leeuwarder Courant plaatsten. Zij lieten Wilhelmina's zelfportret met strooien hoed, dat door Wumkes in het Nieuw Nederlands Biografisch Woordenboek haar beste stuk wordt genoemd, na aan het Old Burger Weeshuis, waar het schilderij nu nog altijd hangt.

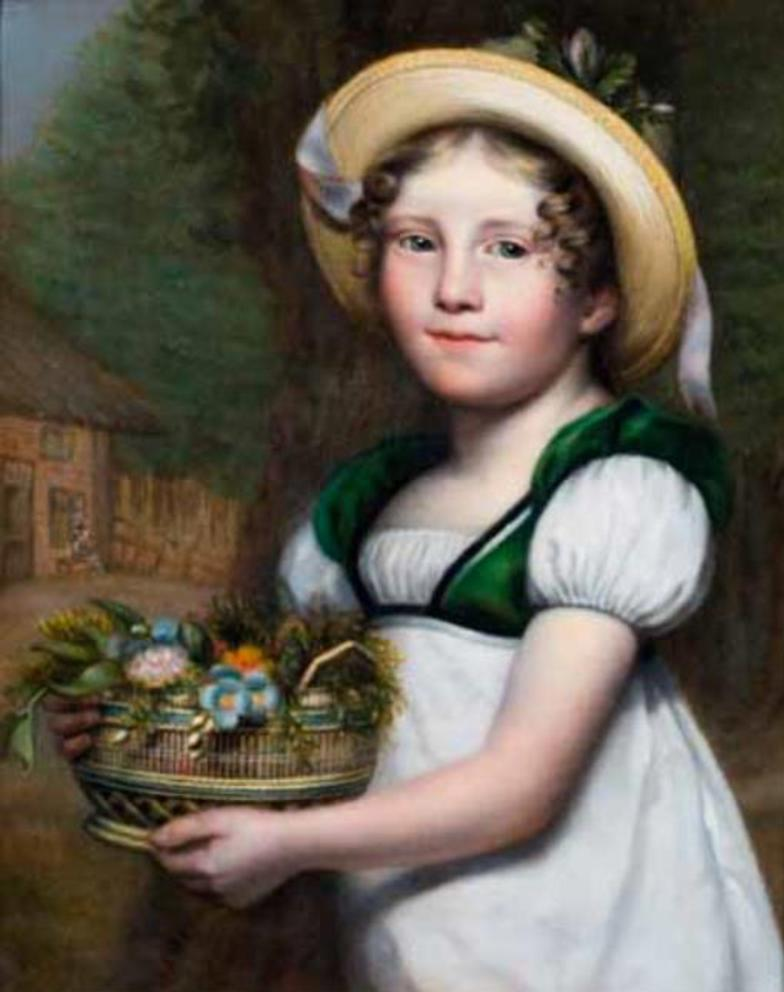
Portret van een meisje met hoed
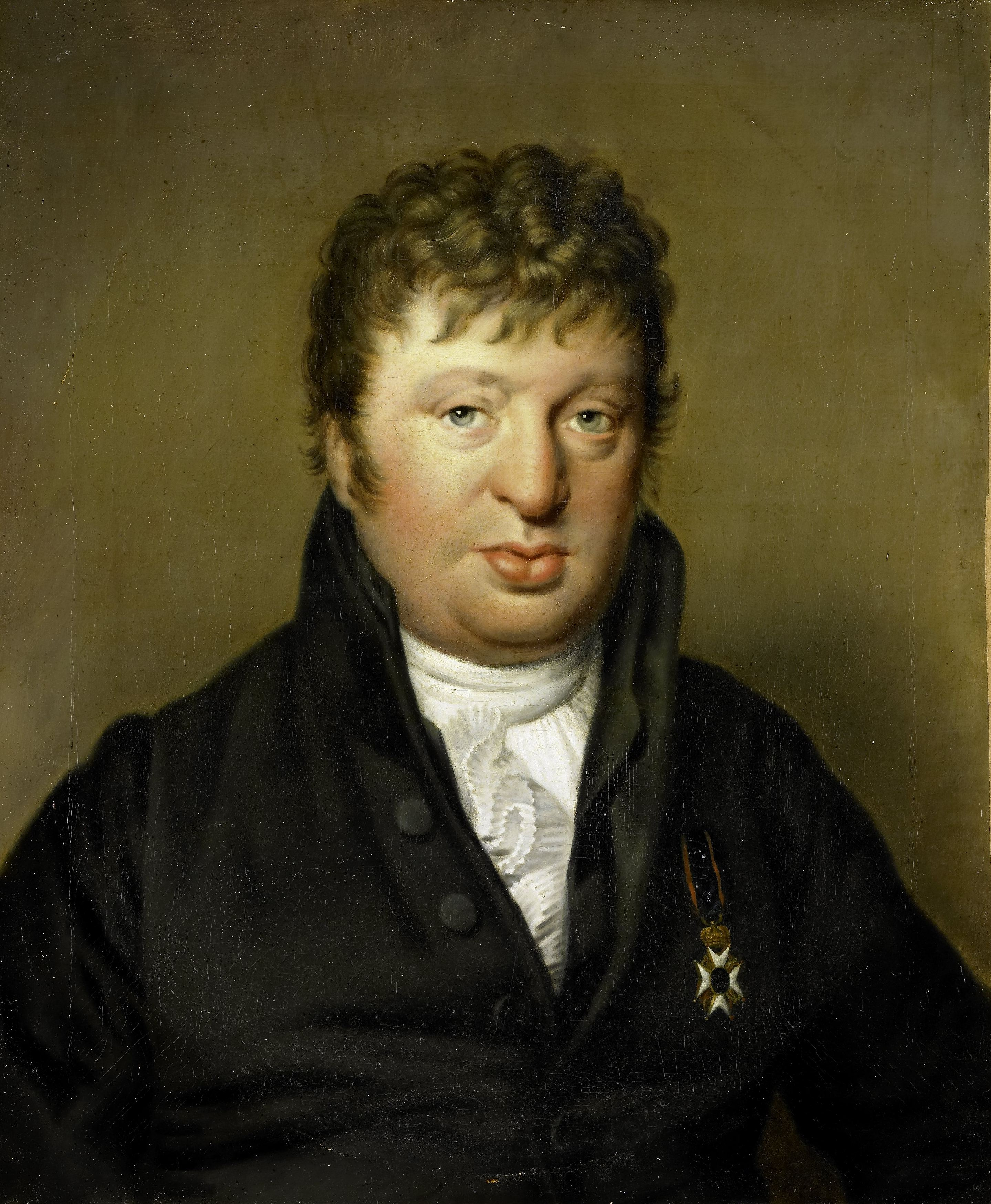
Jacobus Scheltema (1767-1835). Geschiedschrijver Rijksmuseum

- Biografisch Portaal: 10065301
- Digitale Bibliotheek voor de Nederlandse Letteren: idsi009
- International Standard Name Identifier: 0000 0000 6707 9113
- Library of Congress Control Number: nr94026353
- RKD-Nederlands Instituut voor Kunstgeschiedenis: 40904
- Union List of Artist Names: 500115591
- Virtual International Authority File: 63890980